# Hahnenberg (Hellenthal)
Hahnenberg is een plaats in de Duitse gemeente Hellenthal, deelstaat Noordrijn-Westfalen, en telt 26 inwoners (2006).